# Christian Fleischer
Christian Fleischer (10. august 1712 i København – 21. marts 1768) var en dansk deputeret i Søetaten og forfatter, halvbror til Johan Seckman Fleischer.

## Embedskarriere
Han var søn af kaptajn ved Marinerne Herman Reinhold Fleischer (1656-1712, gift 1. gang med Magdale Anna Maria Seckman, død 1706) og dennes anden hustru, Nille født Wennecke (1682-1770). Faderløs fra fødslen voksede han op i meget trange kår. Som student boede han på Valkendorfs Kollegium 1730-33. Han var derefter huslærer for den unge grev Ulrik Adolph Danneskiold-Samsøe, og forbindelsen med det danneskioldske hus blev afgørende for hele hans fremtid. 1742 blev han admiralitetssekretær, 1743 sekretær på den under grev Danneskiold udrustede flåde, 1748 overauditør i Søetaten, 1754 deputeret i det kombinerede Admiralitets- og Generalkommissariats-Kollegium (han var den eneste borgerlige i kollegiet), 1763 tillagt etatsråds karakter, 1767 virkelig etatsråd og deputeret i Søetatens Generalkommissariat. Han døde ugift 21. marts 1768 i sit 56. år.
Det var 26 betydningsfulde år i den danske flådes administration, i hvilke Fleischer ved sin dygtighed og sin ubestikkelige, retskafne vandel stadig vidste at hævde sin plads under alle omskiftelser. Som flådens overauditør deltog han væsentlig i det store lovgivningsarbejde, som fandt sin afslutning ved Søkrigsartikelsbrevet af 28. januar 1752 og Krigsartikelsbrevet for landtjenesten i Søetaten af 29. juli 1756, det første med 979, det sidste med 782 paragraffer. Straffebestemmelserne deri forekomme vel den nærværende slægt barbariske – side efter side kommer igen den berømmelige gamle "Holmens Ret", 3 x 27 slag kat selv for forholdsvis mindre forseelser –, men tidsforholdene krævede strenghed. Fleischer fik eneret i 20 år på udgivelsen i trykken af disse lovarbejder.

## Interesse for sprog og naturhistorie
Men Fleischer havde også interesser ud over sin embedsstilling. Han studerede flittig sprog og skønlitteratur. Inden for skønlitteraturen har han bl.a. leveret en oversættelse af C.F. Weisses tragedie Richard III (1767), som måske er det første danske forsøg med rimfri femfodede jamber. 
I de såkaldte Sorøske Samlinger (1765), som han udgav sammen med H.W. Gerstenberg og Peter Kleen, findes af ham bl.a. Forsøg til Sprogets Forbedring i Henseende til enstydige og ubestemte Ord. Han er den første, som har brugt benævnelsen "enstydig"; men det uheldige i forsøget er i øvrigt oftere påvist af kritikken. Fleischer fortsatte den puristiske tendens fra Friderich Christian Eilschov og Jens Schelderup Sneedorff og introducerede "nye" ord som almennyttig, enstydig, gåde, lønning, sysler, og gave det første forsøg på en dansk synonymik. 
Hans bedømmelser sammesteds af flere af jomfru Charlotte Dorothea Biehls arbejder hører også nærmest under det sprogkritiske. Også i Schleswiger Litteraturbriefe (1766-67) havde han andel. Men tillige fortjener at fremhæves hans levende interesse for naturhistorien. Han nævnes blandt tilhørerne ved Morten Thrane Brünnichs forelæsninger over insektlæren m.m. 1762 på Elers' Kollegium, og han blev fra den tid en trofast ven af Brünnich. Da Fleischer besad en særdeles talrig samling af nordiske fugle, udgav Brunnich en beskrivelse af dem i sin Ornithologia borealis (1764), og listen over danske fugle i Danske Atlas I, 616 støtter sig ligeledes væsentlig på Fleischers samling. Denne kom efter hans bestemmelse ved hans død til England. 
Han er begravet i Holmens Kirke.